# Duncan McKenzie
Duncan McKenzie, född 10 juni 1950 i Grimsby, England, är en engelsk före detta professionell fotbollsspelare. 
McKenzie började sin fotbollskarriär i Nottingham Forest. Han  var en framgångsrik anfallsspelare som dessutom spelade i bland andra Leeds United, Everton, Chelsea och Blackburn Rovers. Under sin spelarkarriär från 1969 till 1983 spelade han totalt över 370 ligamatcher och gjorde mer än 130 mål.